# Barbus petitjeani
Barbus petitjeani és una espècie de peix cipriniforme de la família dels ciprínids.

## Morfologia
Els mascles poden assolir els 16 cm de longitud total.

## Distribució geogràfica
Es troba al riu Bafing (conca del curs superior del riu Senegal) i curs superior del riu Níger a Guinea.